# Николаенко (Краснодарский край)
Никола́енко — хутор в Апшеронском районе Краснодарского края России. Входит в состав Нефтегорского городского поселения.

## История
Возник как вольное поселение от окрестных станиц. 

## Инфраструктура
В хуторе имеется средняя образовательная школа № 30, продовольственный магазин, а также 5 продуктовых.
Улицы: ул. Амбулаторная, ул. Свердлова, ул. Дружбы, ул. Ломоносова, ул. Островского, ул. Хадыженская, ул. Октябрьская, ул. Подстанционная.

## Население
| 2002 | 2010  |
| ---- | ----- |
| 909  | ↗1022 |